# Патриотическое общество
Патриотическое общество (также Санкт-Петербургское женское патриотическое общество, Императорское женское патриотическое общество) — старейшее и наиболее влиятельное женское благотворительное общество Российской империи (1812—1917).

## История

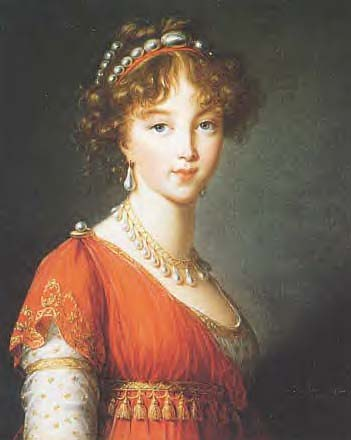
Елизавета Алексеевна

Образовано указом императрицы Елизаветы Алексеевны от 29 декабря 1812 в Санкт-Петербурге под названием «Общество патриотических дам» для «вспомоществования бедным, от войны пострадавшим»; получило название Санкт-Петербургского в конце того же года. В состав первого Совета общества вошли: княгиня Варвара Алексеевна Репнина, графиня Мария Васильевна Кочубей, Екатерина Алексеевна Уварова, княгиня Софья Григорьевна Волконская, Аделаида Петровна Васильчикова, Елизавета Марковна Оленина, графиня Мария Артемьевна Воронцова, Софья Петровна Свечина, графиня Мария Дмитриевна Нессельроде, графиня Анна Ивановна Орлова, Екатерина Владимировна Новосильцева и Екатерина Ивановна Бахерахт. Каждая из дам общества приняла на своё попечение какую-либо часть города, имея при себе одну помощницу и одну собирательницу подаяний.
В числе первых в общество вступили: жена московского генерал-губернатора Татьяна Васильевна Голицына, жена обер-камергера Мария Алексеевна Нарышкина, жена президента Академии художеств Елизавета Марковна Оленина, жена будущего декабриста Екатерина Ивановна Трубецкая, мать декабристов Екатерина Федоровна Муравьева, жена поэта Дарья Алексеевна Державина, дочь А. В. Суворова Наталья Александровна Зубова, Зинаида Александровна Волконская, фрейлина Мария Алексевна Свистунова. Секретарём общества стал А. И. Тургенев.
С целью призрения сирот, оставшихся от разоренных войной родителей, Общество учредило «Училище сирот» для детей штаб- и обер-офицеров, в 1822 году переименованное в Патриотический институт и переданное в ведение «Комитета о раненых». С 1816 по 1829 год в ведении Общества находилось женское учебное заведение «Дом трудолюбия» (позднее — Елизаветинское училище). Призрение бездомных детей положило основание школам, сделавшимся известными под названием частных школ патриотического общества: Выборгская, (с июня 1817 года), 1-я Васильевская (с 1818 года), Петербургская (с 1820 года), Литейная (учреждена до 1820 года), 2-я Адмиралтейская (с 1817 года), 3-я Адмиралтейская (с 1821 года), 4-я Адмиралтейская (с 1816).
В 1817 году был утверждён первый устав общества, в 1833 году — новый, точнее определивший цель общества. С 1829 года, после смерти императриц Елизаветы Алексеевны и Марии Фёдоровны, общество состояло в ведении ведомства Учреждений императрицы Марии.
После Февральской революции все учреждения общества вошли в систему образованного Министерства общественного призрения Временного правительства.

## Членство
Члены общества разделялись на
- действительных (только женского пола), ежегодно вносящих взнос в размере 60 рублей
- почётных, вносивших ту же сумму, но не принимавших участия в делах Общества
- почётных старшин (внёсших значительный вклад).

В 1812 году в общество вступили 74 члена, в 1813 — 48, в 1814 — 27, в 1815 — 12, в 1816 — 9, в 1817 — 6, в 1820 — 2, в 1823 — 1 член. По состоянию на 1895 год в обществе было 43 действительных и 34 почётных членов, а также 29 почётных старшин.

## Председательницы Общества и его вице-председательницы

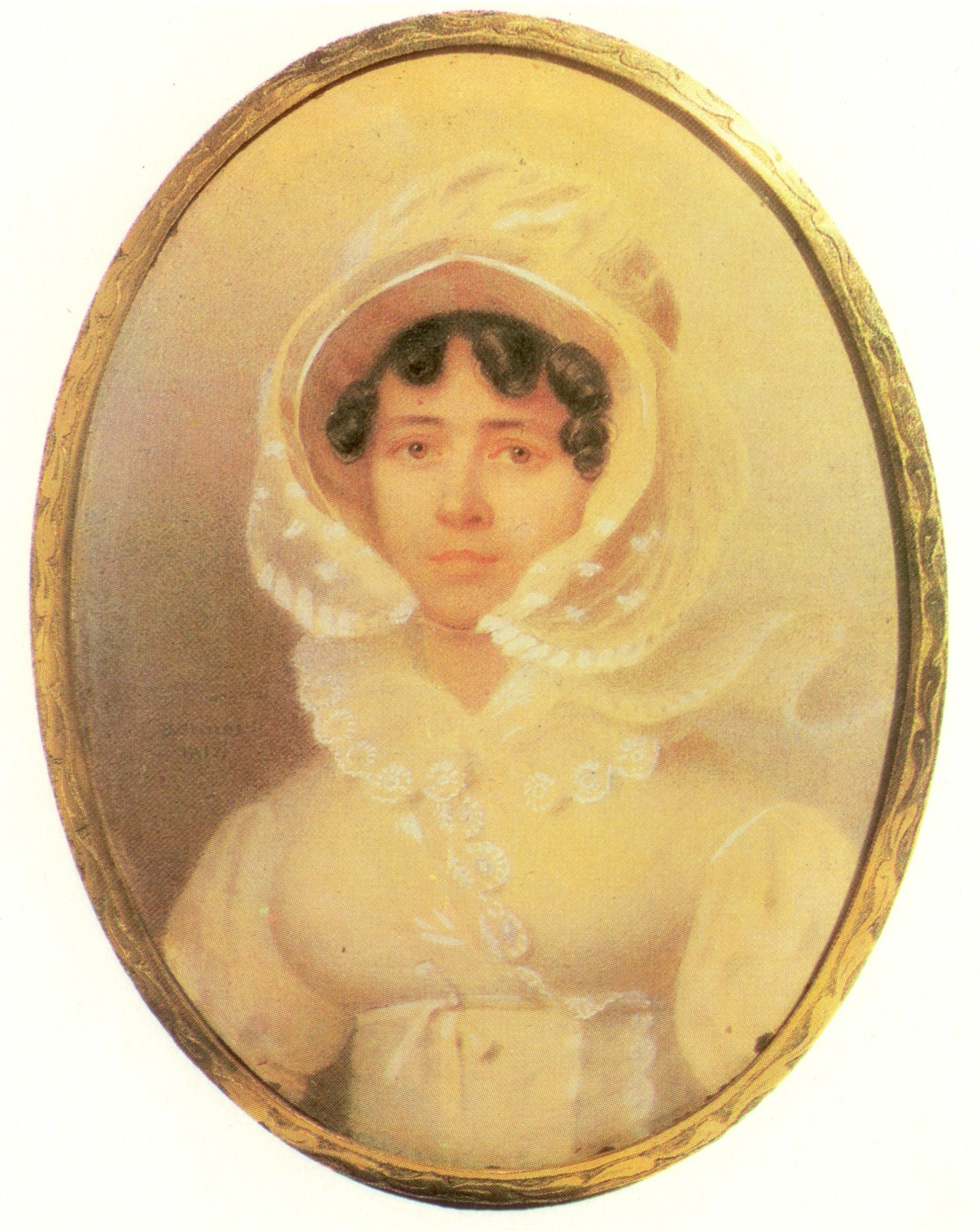
Е. А. Уварова

- Княгиня Варвара Алексеевна Репнина (1812—1816)
- Екатерина Алексеевна Уварова (1816—1822)
- Е. И. Мещерская (1822—1825)
- Екатерина Фёдоровна Муравьёва (1825—1826)
- Графиня Екатерина Петровна Голенищева-Кутузова (1826—1830)
- Княгиня Варвара Сергеевна Голицына (1830—1834)
- Агафоклея Марковна Сухарева (1834—1840)
- Княгиня Варвара Сергеевна Голицына (1840—1845)
- Графиня Клеопатра Петровна Клейнмихель (1845—1865)
- Графиня Софья Ивановна Борх (урожд. графиня Лаваль) (1865—1874)
- Великая княжна Екатерина Михайловна (1872—1894)
  - вице-председательница — княгиня Аглая Павловна Голицына (1875—1882)
  - вице-председательница — княгиня Н. В. Оболенская-Нелидинская-Мелецкая (1882—1883)
- Великая княгиня Александра Иосифовна (1894—1896)
- Императрица Александра Фёдоровна — с 1896
  - вице-председательница — Светлейшая княгиня Мария Михайловна Голицына (1896—1910)
  - вице-председательница — Варвара Валериановна Бельгард — с 1910

## Организация и финансы
Делами общества управлял совет, состоящий из председательницы (императрицы), вице-председательницы и действительных членов и их помощниц. Кроме того, с 1873 года существовал совещательный комитет для обсуждения разных мер к улучшению заведений общества. В ведении общества в 1895 году состояло: 7 школ с интернатом, 8 школ для приходящих, 1 рукодельня с магазином, 7 ремесленных отделений и классов; при двух школах детские сады, при одной школе хозяйственное (прачечное) отделение, при рукодельне школа кройки. Обучались 541 пансионерка, 1813 приходящих, 4 мальчика в детском саду, 11 приходящих в рукодельне, 24 в школе кухонного искусства. Окончило курс школ в 1895 году 222 человека, выбыло до окончания — 200. Предметы преподавания: Закон Божий, русский язык, история, арифметика, география, естествоведение, чистописание, рисование, гимнастика, пение, шитье и кройка белья и платья, штопка, вязание, вышивание. Учащихся в школах общества — 213.
В начале XX века под руководством общества находилось 21 заведение, в которых опекалось более 2000 детей и 200 взрослых:

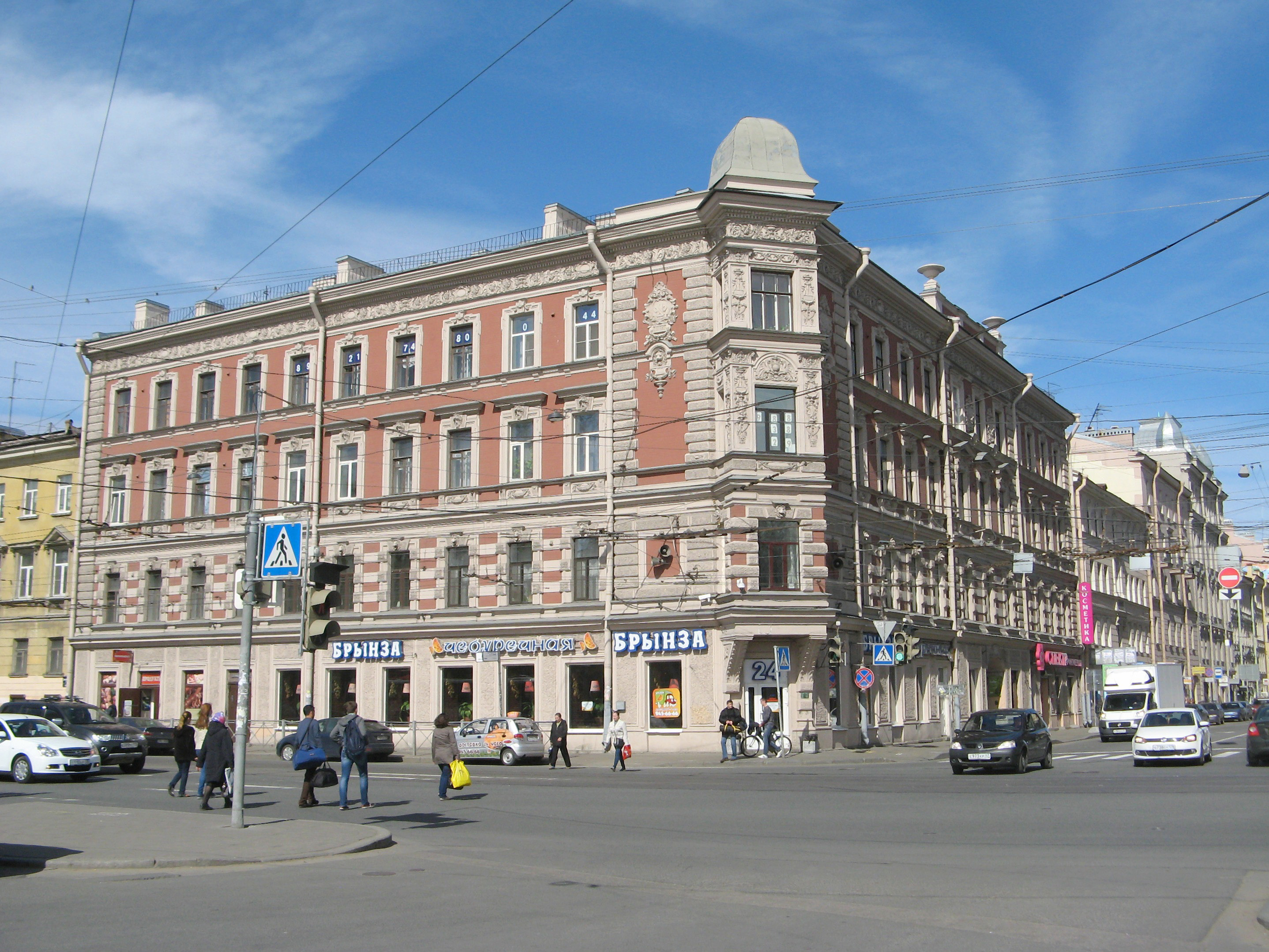
Дом на углу Загородного проспекта и Гороховой улицы, где находилась школа графини К. П. Клейнмихель

1. Рукодельня императрицы Марии Александровны с курсами учительниц рукоделия (угол Знаменской улицы и Виленского переулка, 49)
2. Школа нянь государыни императрицы Александры Фёдоровны (Царское Село)
3. Образцовый детский приют при школе нянь (Царское Село)
4. Счетоводные курсы имени великой княгини Екатерины Михайловны и курсы немецкого и французского языков (Шпалерная улица, 4)
5. Класс обучения работе на пишущих машинах (Шпалерная улица, 4)
6. Школа имени великой княгини Екатерины Михайловны (Шпалерная улица, 4)
7. Рождественская школа (8-я Рождественская улица, 62)
8. Голицынская школа (Шпалерная ул., 66)
9. Школа имени наследника-цесаревича и великого князя Алексея Николаевича (Канареечная улица, 11)
10. Бесплатная женская рукодельно-хозяйственная школа имени А. Г. Елисеева (Средний проспект, 20)
11. Школа в память цесаревича и великого князя Николая Александровича (Симбирская улица, 23)
12. Петербургская школа (угол Малой Пушкарской и Саблинской улиц, 4/20)
13. Школа Ласунского (3-я рота Измайловского полка, 11)
14. Школа принца П. Г. Ольденбургского (за Невской заставой, село Фарфоровый завод, Прямой переулок, 1);
15. Московская школа (Коломенская улица, 17)
16. Школа графини К. П. Клейнмихель (угол Загородного проспекта, 39 и Гороховой улицы, 79)
17. Васильевская школа (угол Малого проспекта и 3-й линии Васильевского острова, 4/50)
18. Михайловская школа (угол улиц Жуковского и Надеждинской, 14/16)
19. Сухаревская школа (угол Столярного переулка и Казанской улицы, 14/7)
20. Елисаветинская школа (угол Садовой и Могилевской улиц, 77/9)
21. Ремесленная школа Императора Александра II в память 19 февраля 1880 (угол Воскресенского проспекта и Шпалерной улицы, 4/37).

К 1 января 1896 года у общества было капиталов 657 797 рублей и недвижимого имущества на 252 014 руб. Приход общества за 1895 год — 244 381 рублей, расход 197 191 руб.